# Stanisław Pijaj
Stanisław Longin Pijaj (ur. 19 czerwca 1965) – polski historyk, dr hab. nauk historycznych.
W 1989 roku ukończył studia z zakresu historii na Uniwersytecie Jagiellońskim i uzyskał tytuł magistra na podstawie pracy Autonomia Chorwacji i Galicji w ramach monarchii habsburskiej – próba porównania (promotor: prof. dr hab. Wacław Felczak). W latach 1989–1990 pracował jako asystent w Instytucie Historii Wyższej Szkoły Pedagogicznej w Krakowie (obecnie Uniwersytet Komisji Edukacji Narodowej w Krakowie), a następnie w latach 1990–2001 jako asystent w Instytucie Historii UJ. W 2000 obronił pracę doktorską pt. Polacy wobec przemian ustrojowych w monarchii habsburskiej (polityka polska w Wiedniu w latach 1866-1869) (promotor: prof. dr hab. Antoni Cetnarowicz). Dnia 9 listopada 2012 Rada Wydziału Historycznego UJ nadała mu stopień doktora habilitowanego nauk humanistycznych w zakresie historii (specjalność historia powszechna XIX w.) na podstawie książki Opozycja w wiedeńskiej Radzie Państwa w latach siedemdziesiątych XIX w. (skład – organizacja – funkcjonowanie). Od 2012 roku pełni funkcję zastępcy dyrektora Instytutu Historii UJ. Od 2015 jest kierownikiem Zakładu Historii Powszechnej Nowoczesnej UJ.
W 2004 jego książka Między polskim patriotyzmem a habsburskim lojalizmem. Polacy wobec przemian ustrojowych w monarchii habsburskiej (1866-1871) (Kraków 2003) została wyróżniona Nagrodą im. Wacława Felczaka i Henryka Wereszyckiego. W 2006 otrzymał stypendium Fundacji na Rzecz Nauki Polskiej na kwerendy w archiwach i bibliotekach naukowych Czech (Praga i Brno), a 2007 stypendium Fundacji Lanckorońskich na badania w Austrii (Wiedeń). Jest członkiem komitetów redakcyjnych czasopism naukowych wydawanych w Czechach („Časopis Matice moravské”, Brno; „Marginalia historica. Časopis pro dějiny vzdělanosti a kultury”, Praga) oraz na Ukrainie („Istoryczni ta kulturologiczni studij”, Lwów).
Specjalizuje się w dziejach politycznych Europy Środkowej w XIX wieku, w szczególności historii monarchii habsburskiej, parlamentu austriackiego, Galicji i archiwów rodzinno-majątkowych.

## Książki
- W Galicji i nad Soczą. Polacy i Słoweńcy na frontach I wojny światowej. V Galiciji in ob Soči. Poljaki in Slovenci na frontah 1. svetovne vojne, pod redakcją Antoniego Cetnarowicza, Dušana Nećaka, Stanisława Pijaja, Bojany Todorović, Kraków 2016, 226 s.
- Polacy i ich sąsiedzi w Europie Środkowej. Związki polityczne i ich odbicie w historiografii, pod redakcją Antoniego Cetnarowicza i Stanisława Pijaja, Warszawa 2016, 147 s.
- S. Pijaj, Opozycja w wiedeńskiej Radzie Państwa w latach siedemdziesiątych XIX w. (skład – organizacja – funkcjonowanie), Kraków 2011, 204 s.
- „Węgry i dookoła Węgier...”. Narody Europy Środkowej w walce o wolność i tożsamość w XIX i XX wieku, pod redakcją Antoniego Cetnarowicza i Stanisława Pijaja, Kraków 2005, 219 s.
- S. Pijaj, Między polskim patriotyzmem a habsburskim lojalizmem. Polacy wobec przemian ustrojowych w monarchii habsburskiej (1866-1871), Kraków 2003, 420 s.
- Protokoły Koła Polskiego w wiedeńskiej Radzie Państwa (lata 1867-1868), opracowanie i wstęp Zbigniew Fras i Stanisław Pijaj, Kraków 2001, 221 s.